# Poiana (okręg Caraș-Severin)
Poiana – wieś w Rumunii, w okręgu Caraș-Severin, w gminie Buchin. W 2011 roku liczyła 634 mieszkańców. 